# Heidenau (Szászország)
Heidenau település Németországban, azon belül Szászország tartományban. Lakosainak száma 16 667 fő (2023. december 31.). Heidenau Drezda, Pirna és Dohna községekkel határos.

## Fekvése
Drezda délkeleti szomszédjában, az Elba bal partján, a folyóvölgy kiszélesedő, délkeleti szakaszán fekvő település.

## Története

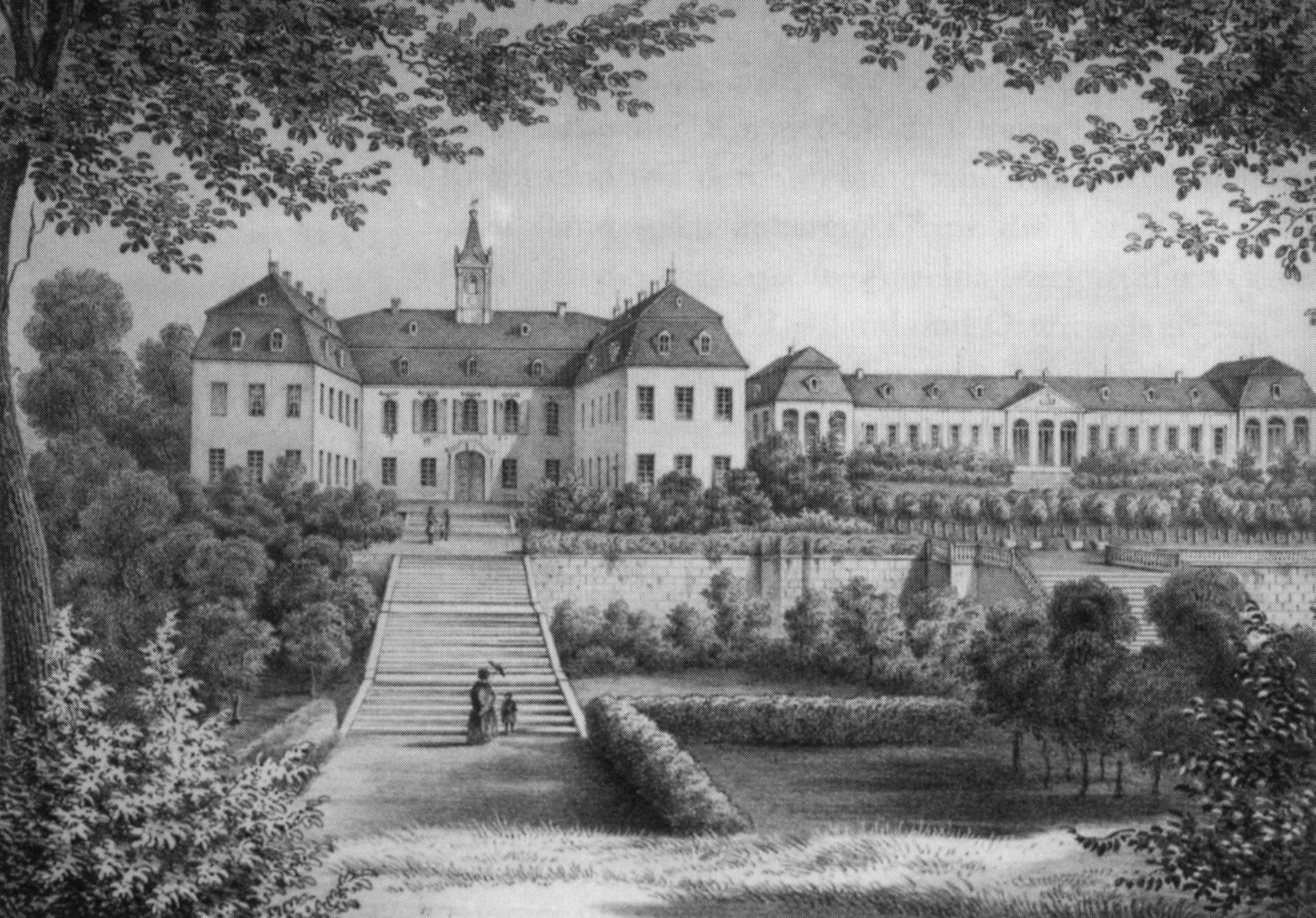
Großsedlitz 1840-ben

Heidenau a mai formáját 1920-ban nyerte el. Ekkor jött létre hat községből. A városon keresztülfolyik a Müglitz folyó és itt ömlik az Elbába.
Nagyon régi település. Területén bronzkorból való sírleletek kerültek napvilágra. Területét a 7. századtól kezdve szlávok lakták.
Heidenau és Mügeln nevét a 14. században, Gommer-t pedig már a 13. században is említették az oklevelek.
A 6 településrész közül fontos történelmi szerepe volt Großsedlitznek, az első ipari létesítmény pedig Mügelnben épült 1872-ben, majd ezt a század utolsó éveitől több is követte.

### Großsedlitz

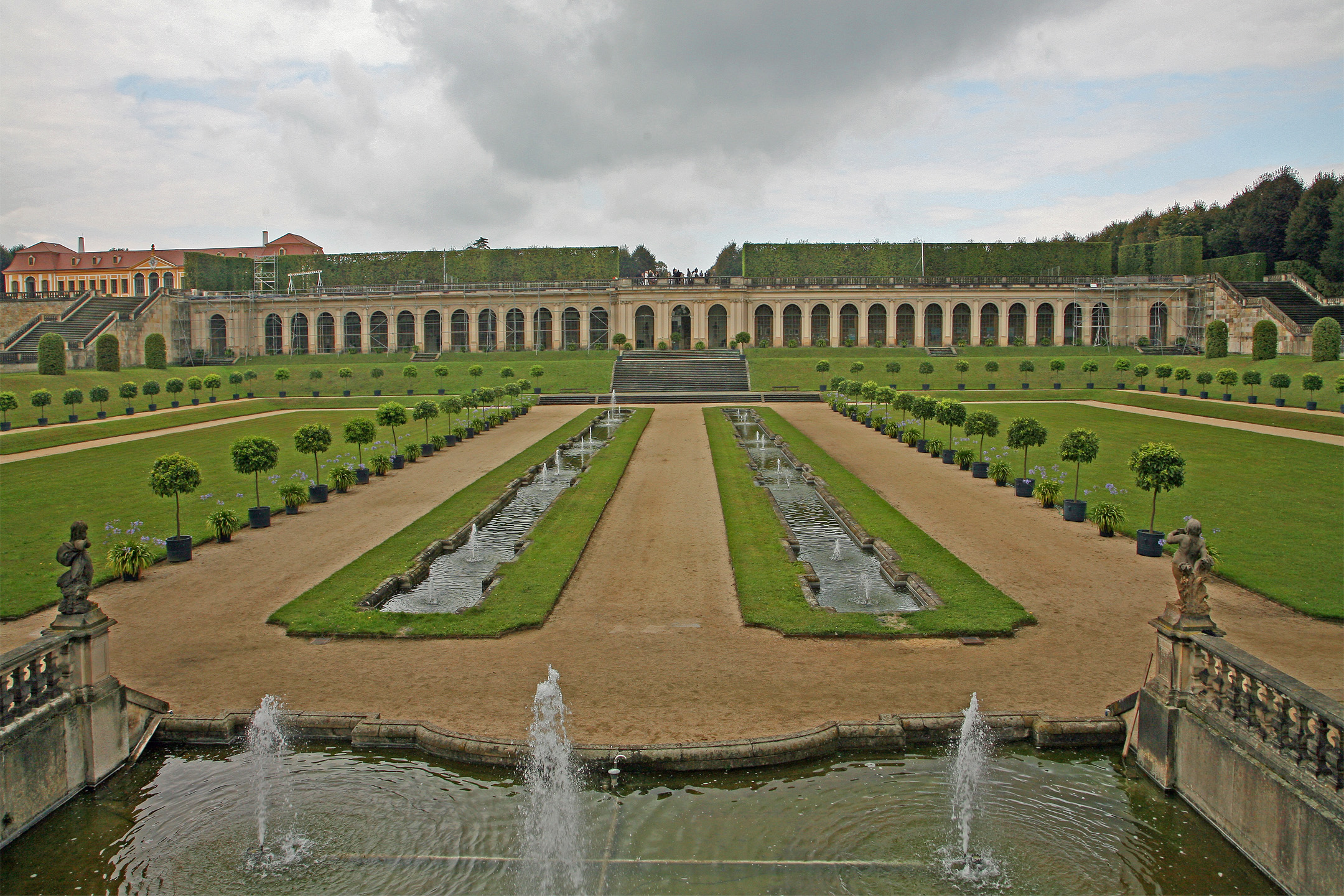
Großsedlitz és barokk parkja

Großsedlitz barokk parkja és kastélya Heidenau központjától délkeleti irányban 3 km-re egy magaslaton fekszik.
A parkot még Erős Ágost építette 1719-1728 között, és Erős Ágost és fia kerti ünnepélyeket tartottak benne, majd 1756-ban II. Frigyes rendezte be itt főhadiszállását.
A kastély (Friedrichsschlösschen) mai formáját 1872-1874 között nyerte el, két szárnya befejezetlen maradt. A kastély parkja a kastély körüli felső és alsó platón terül el.
A kertészet és a felső Orangerie és a pázsitfelület (melyek a bejárathoz legközelebb esnek) alkotják a park felső részét. Az alsó parkrész Orangerie-jának tetőzete szintén a felső park részét alkotja s párkányzatban végződik, amely a Hasensprung nevet viseli, s lejtős út vezet le onnan.
A park legszebb része Matthäus Daniel Pöppelmann mesterműve, a Stille Musik nevű lendületes lépcsőfeljáró ugyancsak az alsó-és felső platót köti össze.
Az alsó területhez még egy szabadtéri színpad és az Eisbassin nevű gyepfelület és egy vízesés is tartozik.

## Nevezetességek
- Kastély (Friedrichsschlösschen)
- Kastélypark
- Albert-Schwarz-Bath (Albert-Schwarz-Bad)
- Helytörténeti múzeum - Heidenau és Groẞsedlitz barokk kastélyának történetét, valamint iparának fejlődését mutatja be.

## Galéria

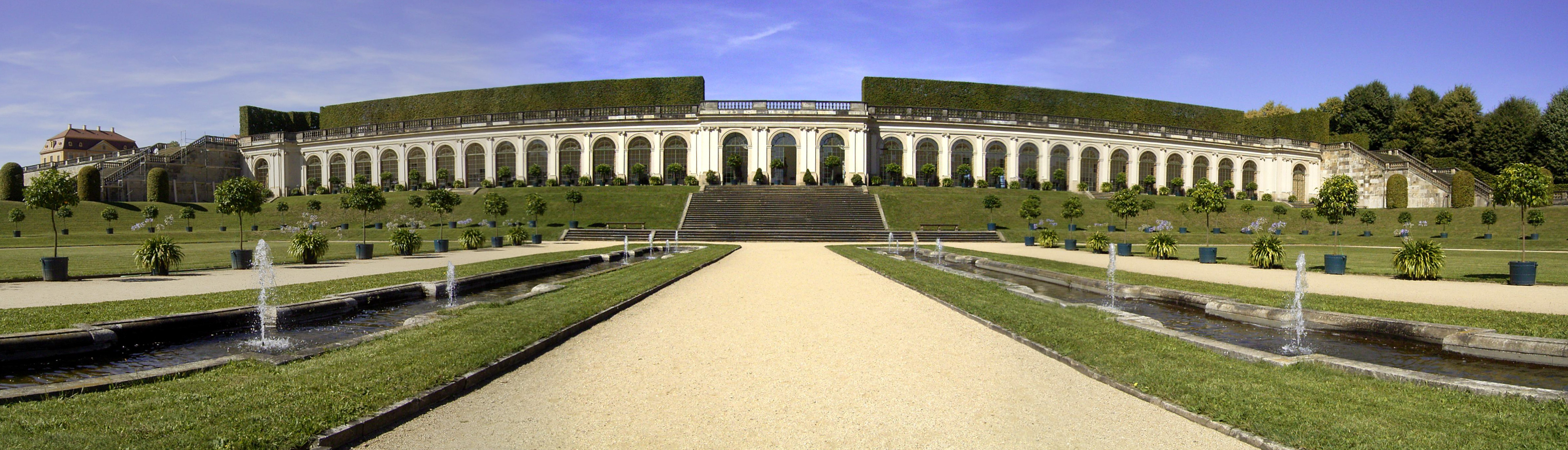
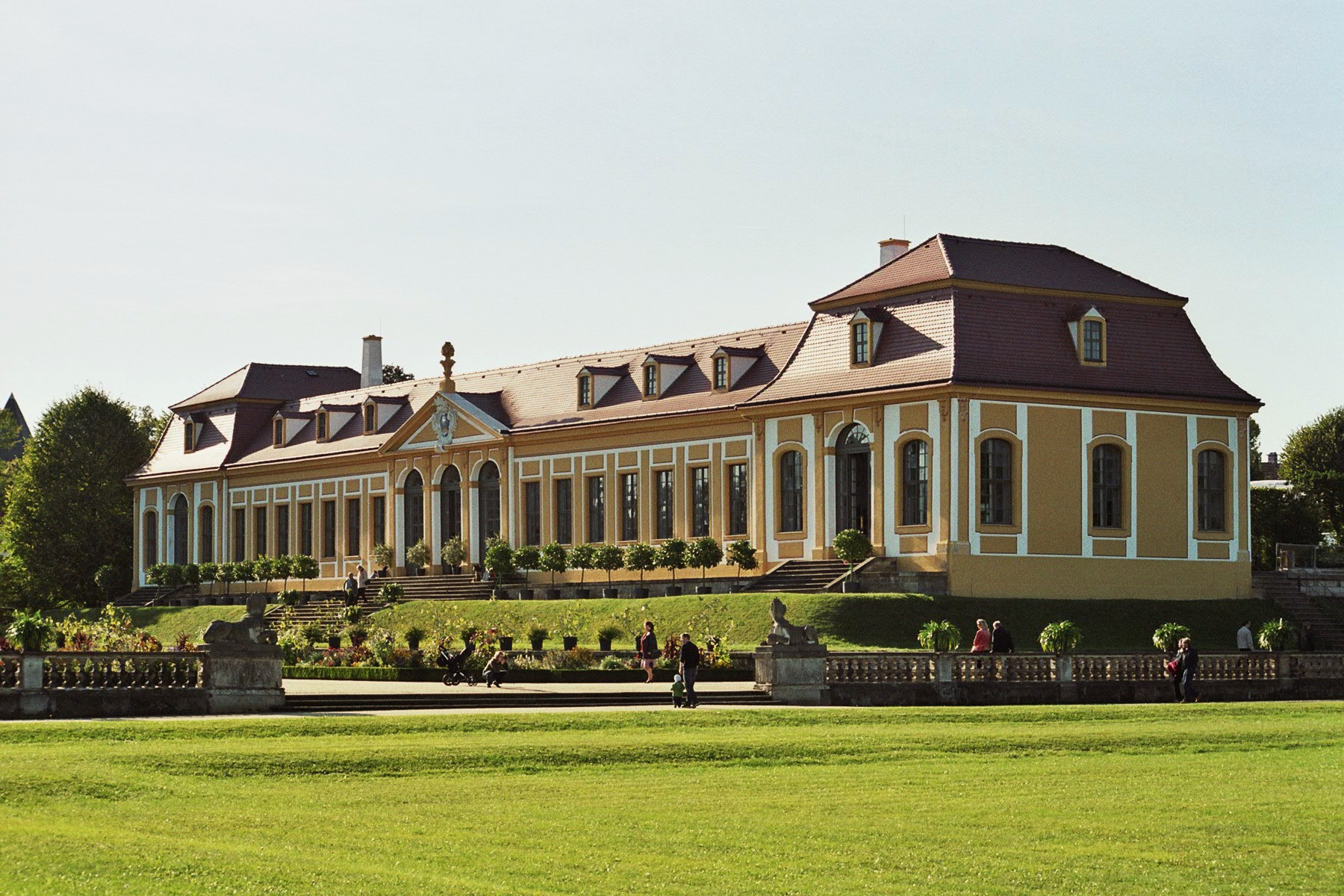
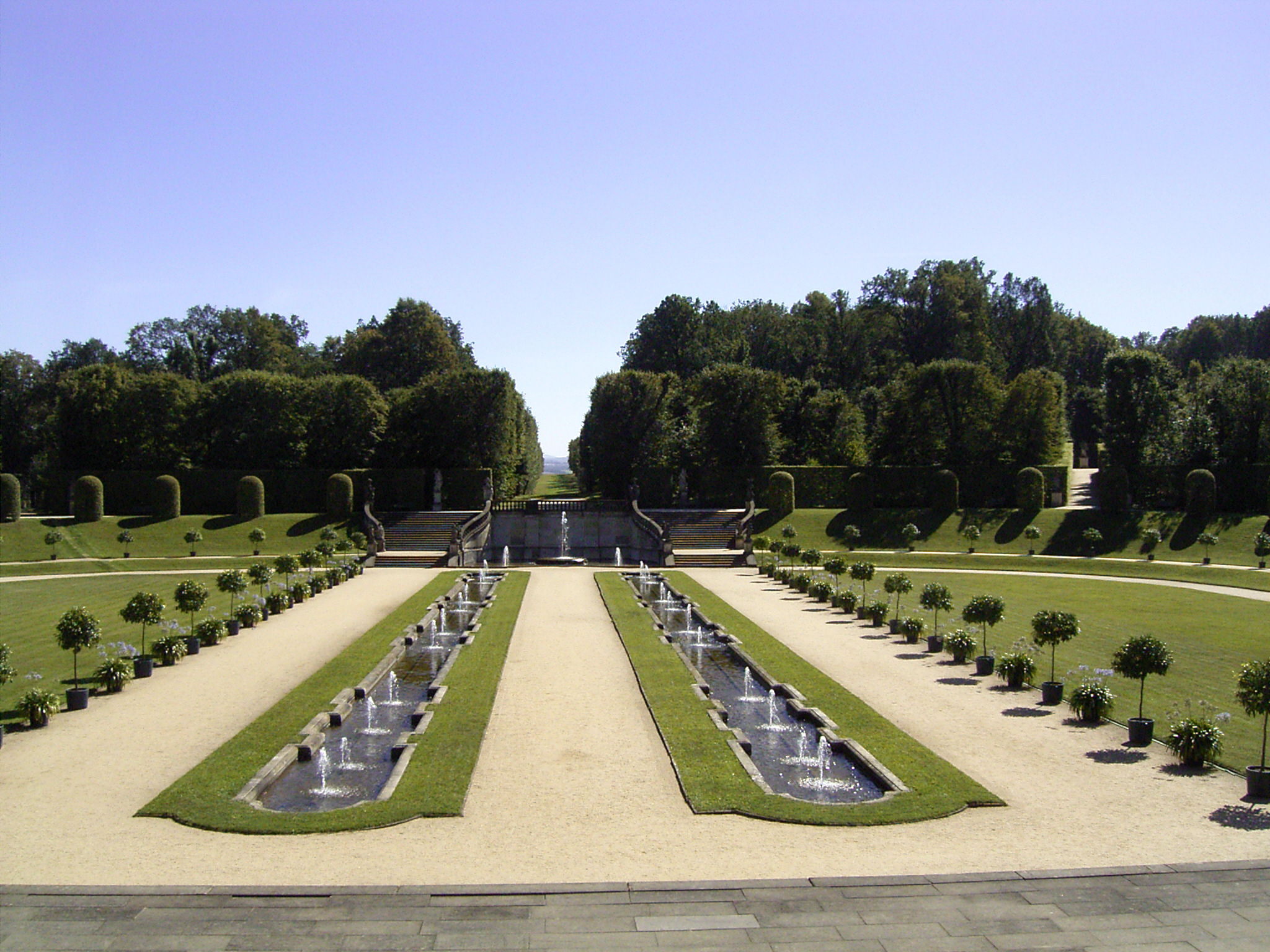
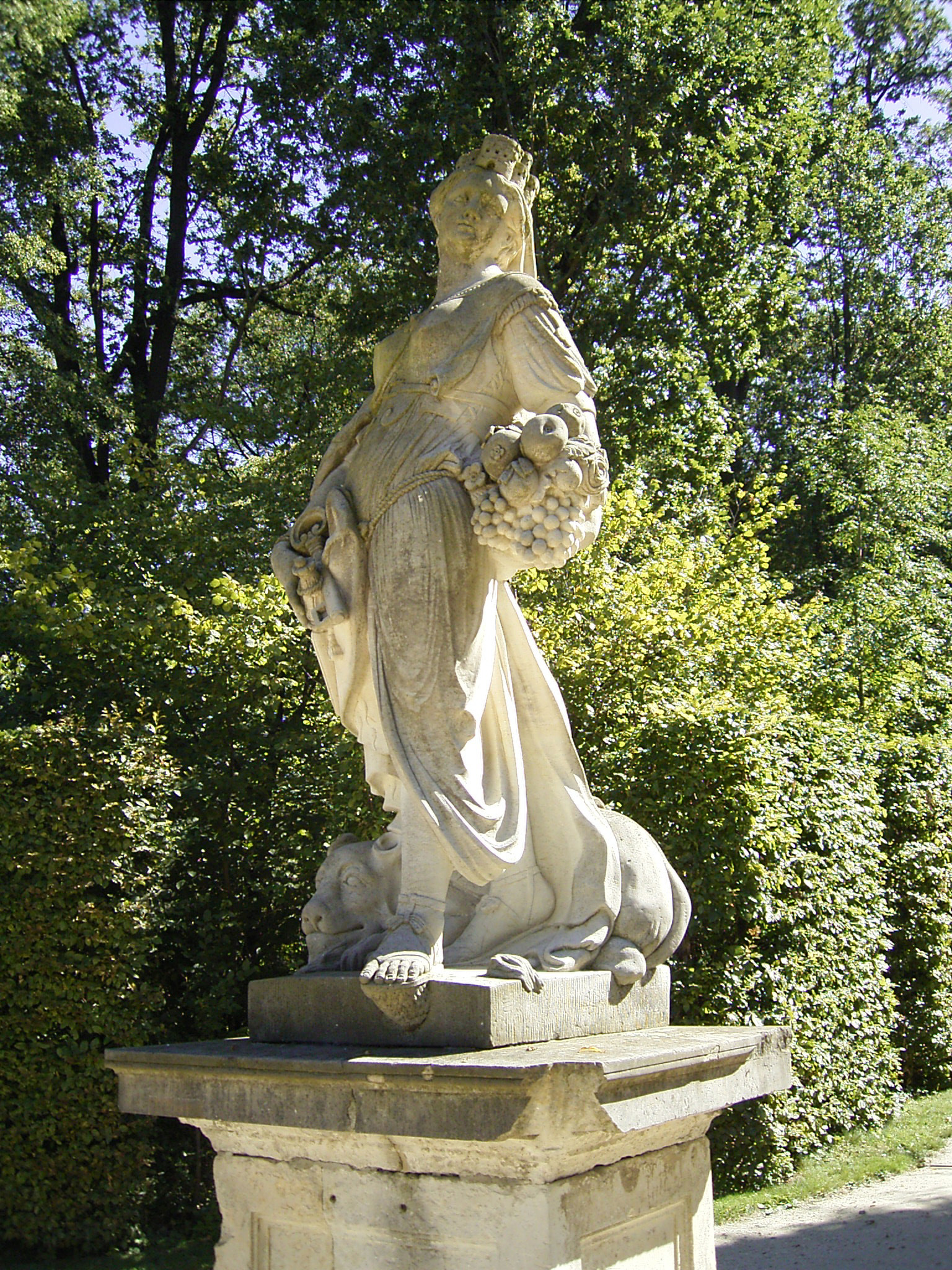
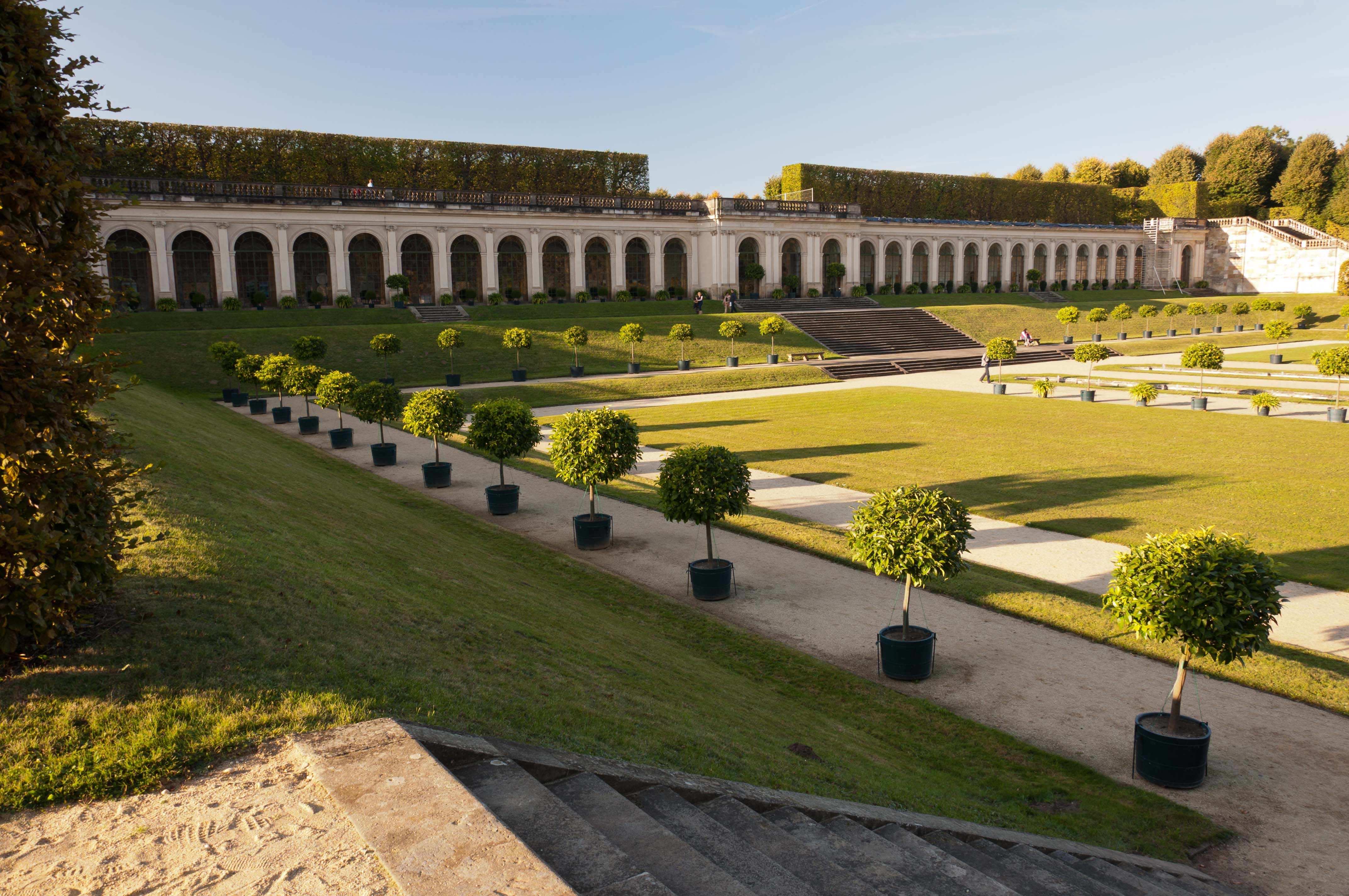
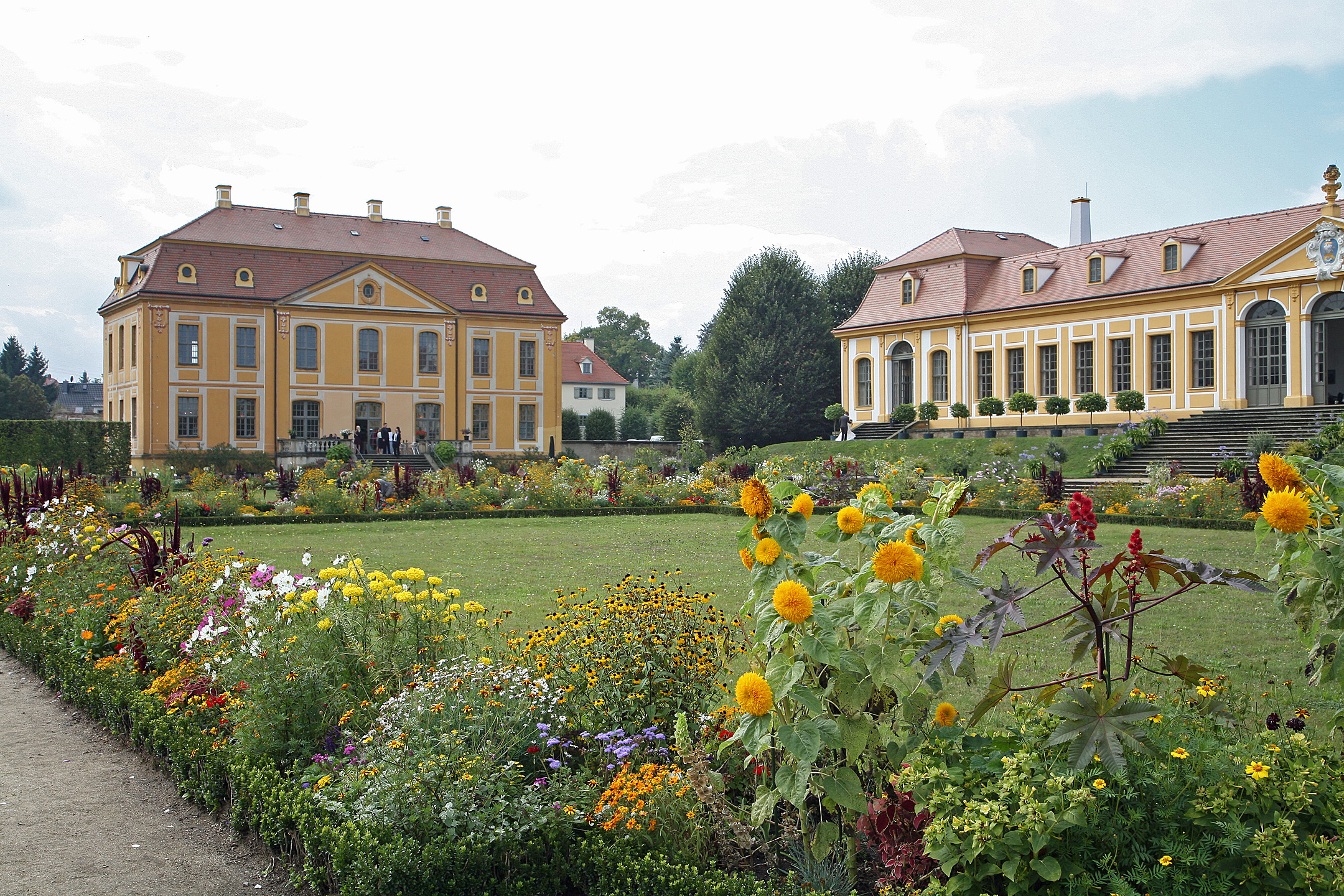
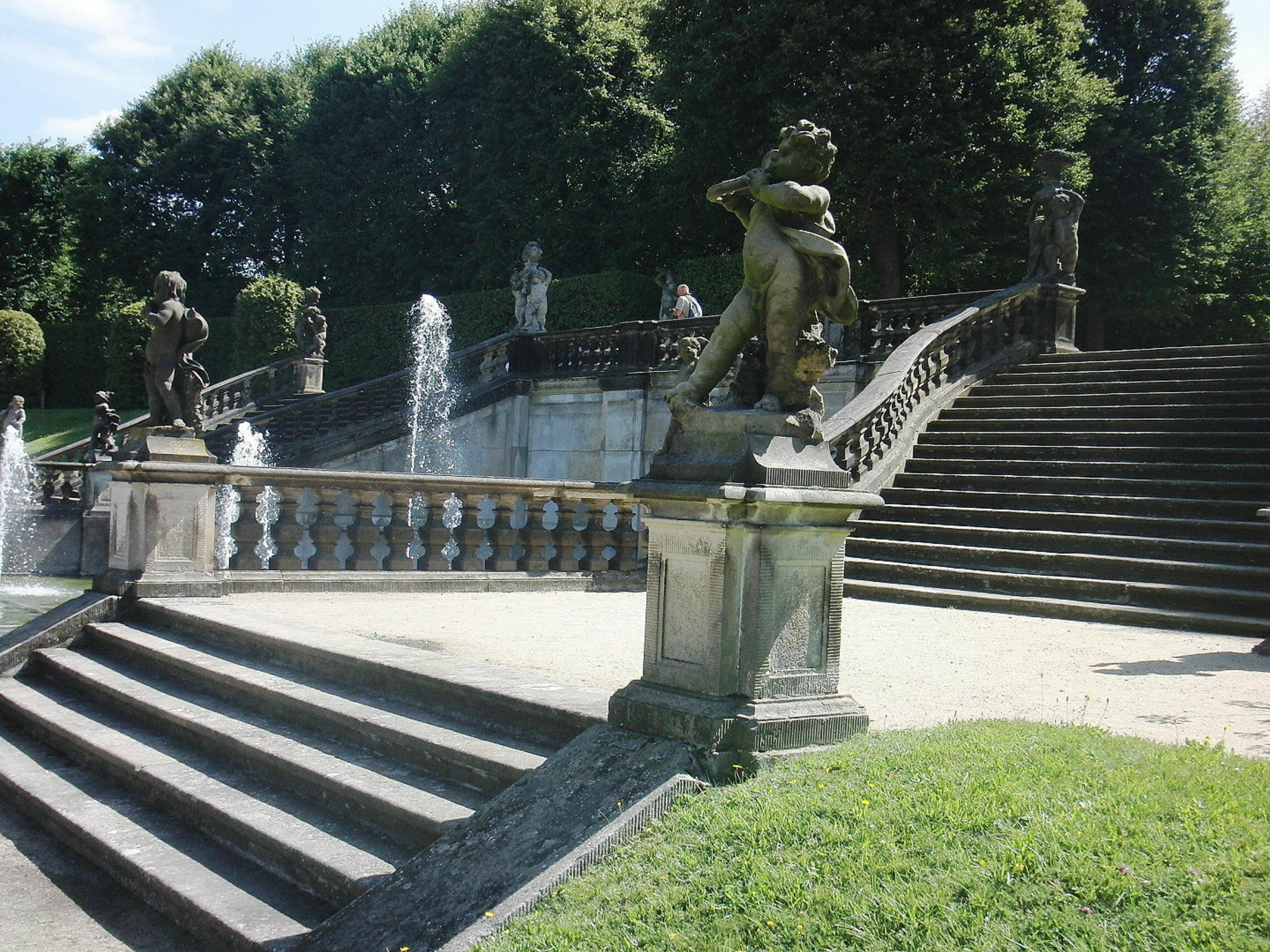
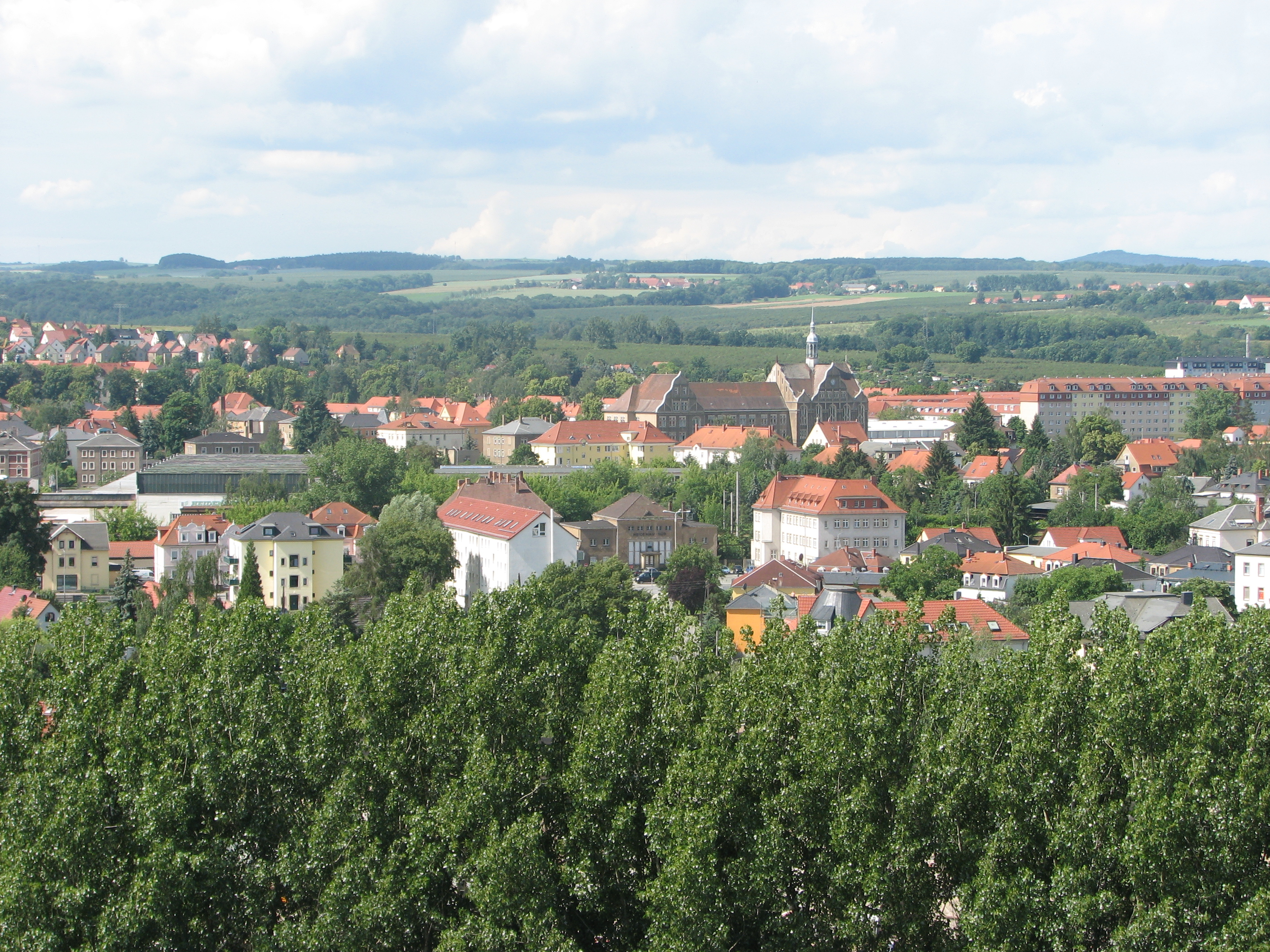
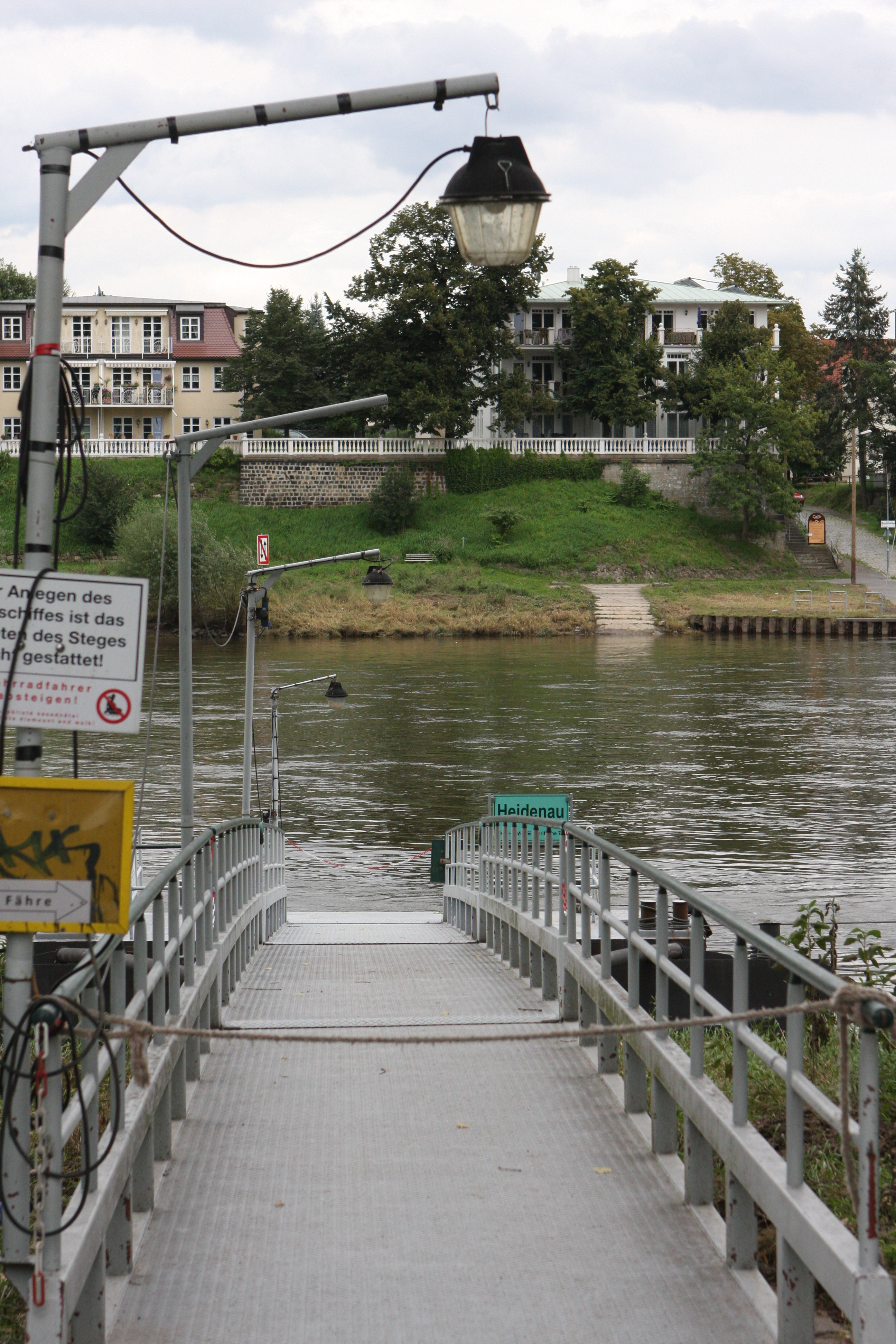
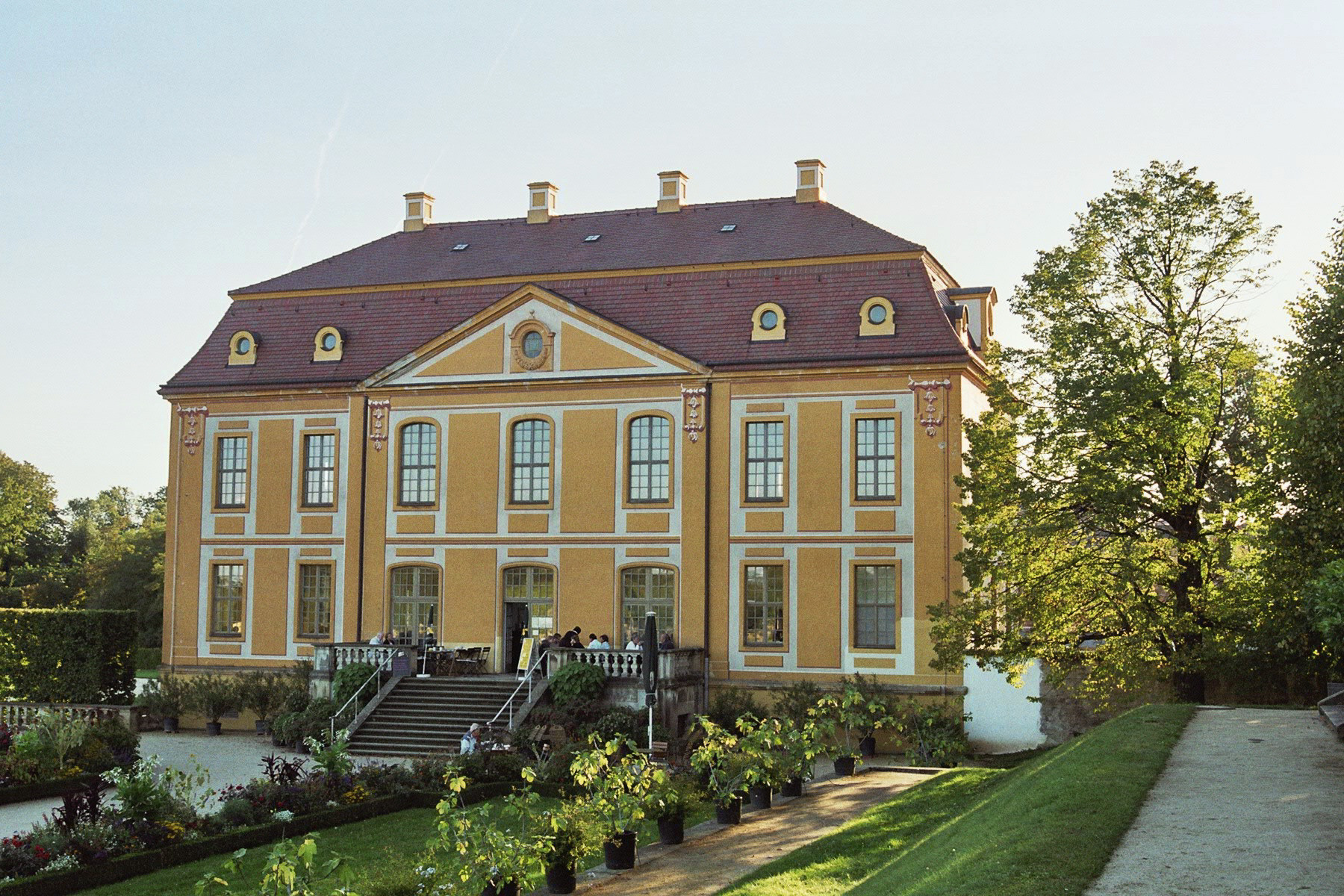
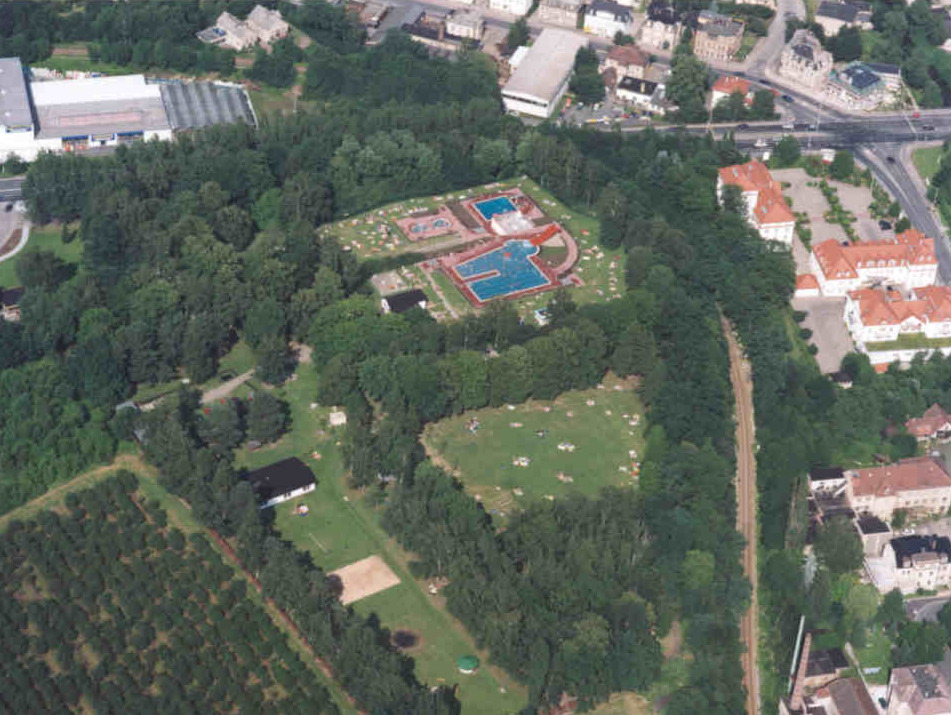
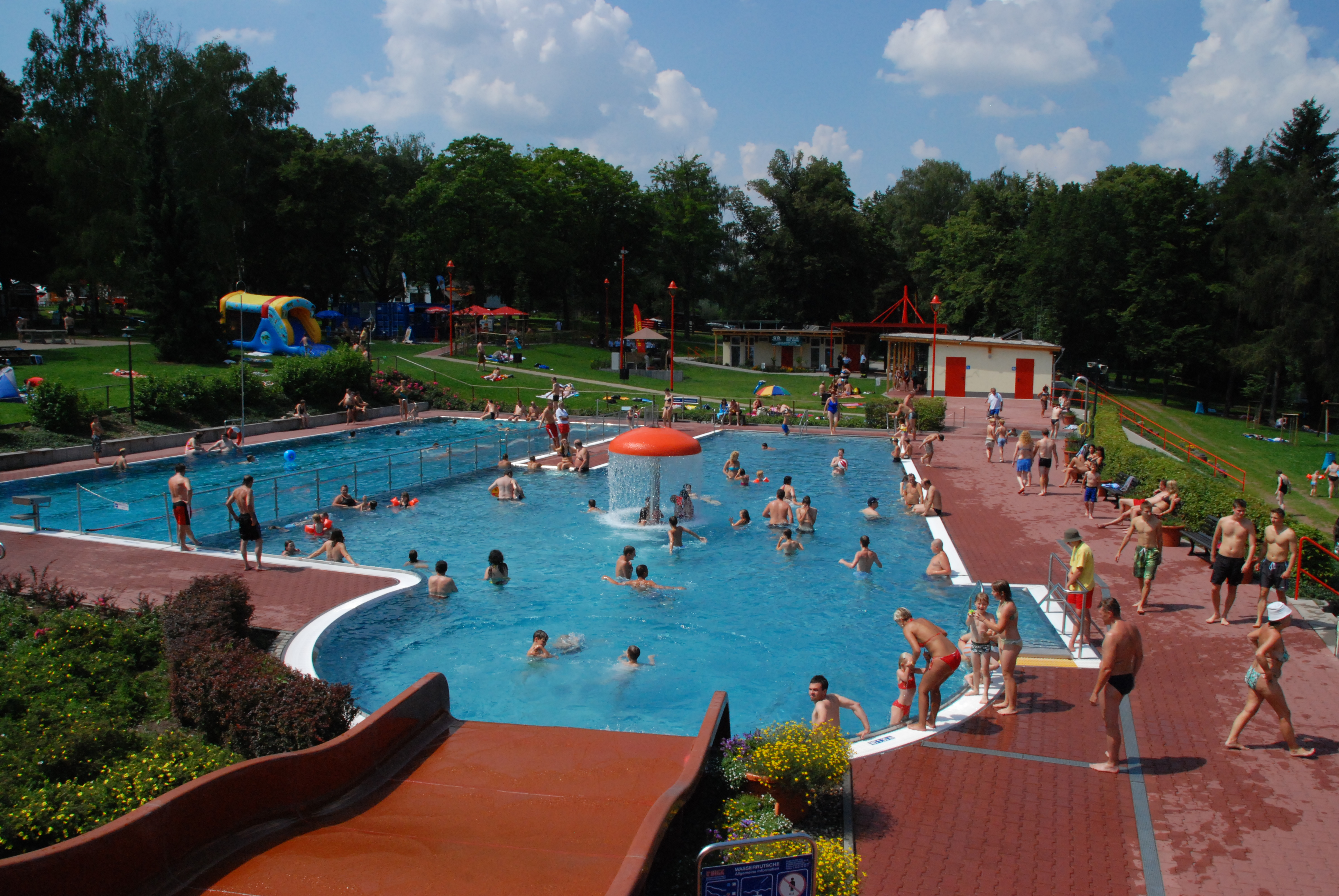
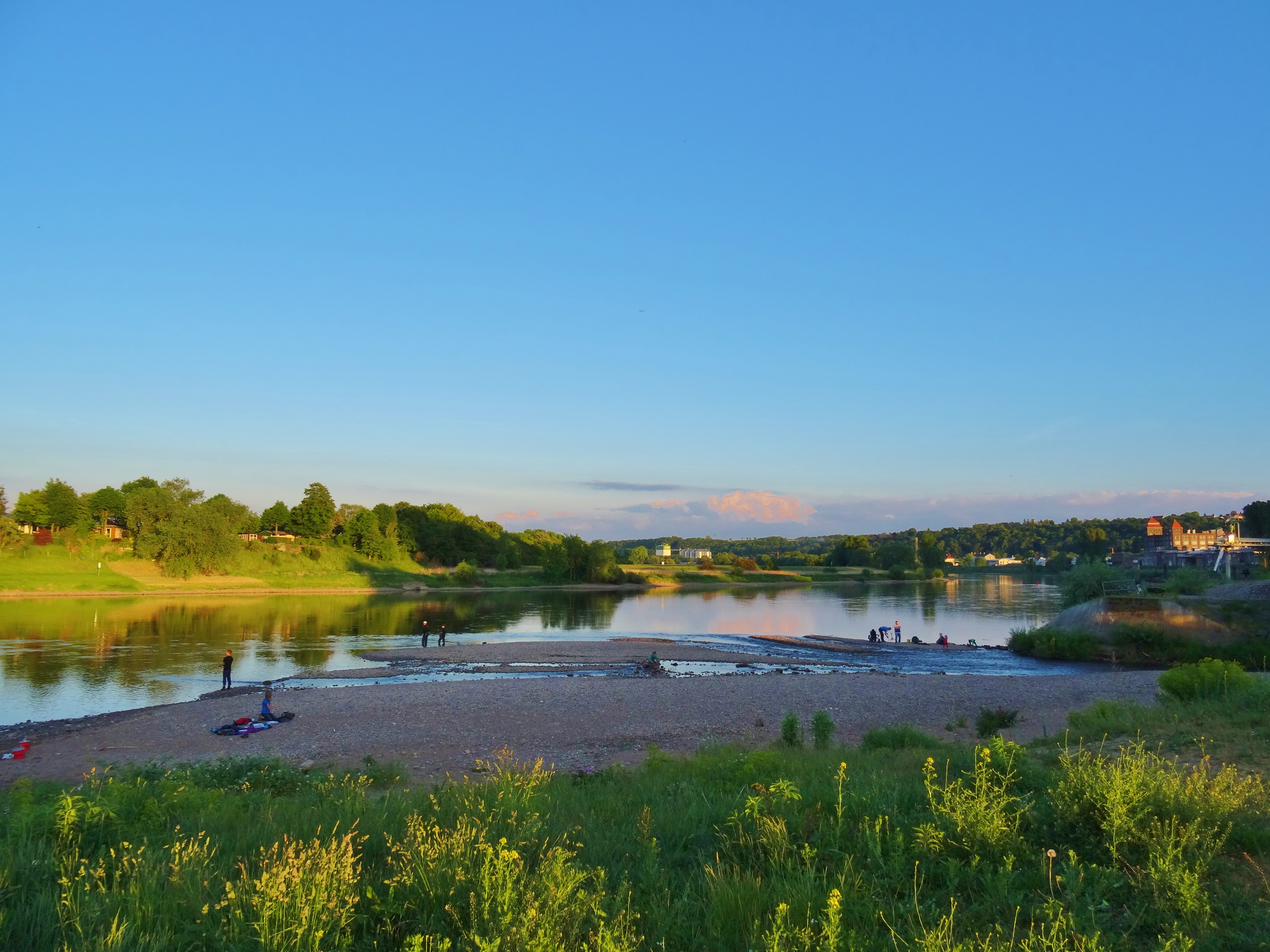

## Népesség
A település népességének változása:
| Lakosok száma | 16 598 | 16 649 | 16 540 | 16 884 | 16 667 |
|               | 2017   | 2019   | 2021   | 2022   | 2023   |